# Ansolma
Ansolma est une localité située dans le département de Namissiguima de la province du Yatenga dans la région Nord au Burkina Faso.

## Géographie
Ansolma se trouve à 10 km au nord de Namissiguima, à 7 km à l'est de Tougou et à 30 km au nord-est de Ouahigouya. Le village est traversé par la route nationale 23.

## Santé et éducation
Le centre de soins le plus proche d'Ansolma est le centre de santé et de promotion sociale (CSPS) de Tougou tandis que le centre hospitalier régional (CHR) se trouve à Ouahigouya.
Le village possède une école primaire publique.